# 流動比率
流動比率（りゅうどうひりつ）とは、企業の1年以内の収支倍率を表し、安全性分析に使われる数値である。企業のキャッシュフロー（資金の流動性）を表す指標となっている。

## 概要
ここで示される流動資産とは、1年以内に現金化できる資産、流動負債は1年以内に返済すべき負債のことである。この数値が高ければ短期的な支払いを行いやすく、低いと短期支払いにも長期の借入金が必要になるとされる。計算式は、以下のとおりである。
- 流動資産÷流動負債×100%

一般に100%以上であれば、1年以内に支払不能になる可能性が低いことを意味している。また、この比率はアメリカでは200%以上が目安であるといわれる。しかし日本ではこの数値は低い傾向にある。日本の経済産業省によると、1998年時の製造業者における流動比率は中小企業で125.5%、大企業で131.3%となっている。
この数値が低すぎる場合、企業の健全性に問題が生じている可能性がある。また逆に高すぎる場合、遊休資産が多いとみなされ、LBOなどによる買収の対象になる可能性が高くなる。
流動比率よりもさらに短期に現金化できる資産を評価する指標を当座比率という。

### 建設業における流動比率
建設業会計において、未成工事支出金（製造勘定または仕掛品勘定に相当）は流動資産とされ、未成工事受入金（前受金に相当）は流動負債とされる。しかしながら、建設業における流動比率の計算では、以下の理由により、未成工事支出金および未成工事受入金は除外されるのが一般的である。
- 建設業では、一つのプロジェクトが複数の会計年度に跨るほどの長期になることが一般的である
  - 資金繰りの安定のため、他業種に比べて未成工事受入金（前受金）を受け取ることが著しく多い
  - 未成工事受入金の発生から売上化まで、および未成工事支出金の発生から費用化までに1年を超える期間を要する場合が多い
- 以下の理由から、未成工事支出金および未成工事受入金を流動比率の算出に含めると会計年度によって流動比率が著しく変動してしまう・流動比率が財務体質を正しく表さなくなる
  - 未成工事受入金は、最終的に収益（完成工事高）として計上される費目であり、最終的に売上原価として計上される未成工事支出金と対で計上されるものである
  - （正常営業循環の中で費用計上されるため流動資産である）未成工事支出金は現金化できない
  - （正常営業循環の中で収益計上されるため流動負債である）未成工事受入金は、返済の必要がある金銭債務ではない
  - 流動資産に占める未成工事支出金の割合および流動負債に占める未成工事受入金の割合が著しく大きい

よって、建設業における流動比率の計算式は、以下のとおりである。
- （流動資産ー未成工事支出金）÷（流動負債ー未成工事受入金）×100％

### 小売業における流動比率
小売業の多くは現金商売のため売上債権（売掛金や受取手形等）が少なく、電力・ガスなどのインフラ企業は棚卸資産が極めて少ないとされる。売上債権は棚卸資産が小さければ流動資産も小さくなり流動比率は低く算出される。